# Comminges
Comminges (okcitansko Comenge) je zgodovinska pokrajina v jugozahodni Franciji, pred francosko revolucijo ena od njenih provinc. Njeno ozemlje v pretežnem delu sovpada z ozemljem sedanjega okrožja Saint-Gaudens (departma Haute-Garonne).
Najzgodnejši zapis imena pokrajine sega v čas 5. stoletja, ko sveti Sidonij Apolinarij, škof Auvergna, piše o preganjanju kristjanov in škofa Commingesa s strani arijanskih Gotov. Sicer prvi znani škof Commingesa s sedežem v Saint-Bertrandu Suavis je prisostvoval koncilu v Agdeju leta 506. Prvotno je bil Comminges del Gaskonje. Leta 836 je aragonski grof García I Galíndez vzpostavil viskontstvi Comminges in sosednji Couserans. Okoli leta 940 je bil Comminges razdeljen med potomce Aznarja II., leta 1012 pa ponovno združen pod Bernardom Commingeškim. Leta 1498 je grofija pripadla francoski kroni, vendar ohranila svojo identiteto.
Ob reorganizaciji med francosko revolucijo se je Comminges hotel združiti s sosednjim vzhodno ležečim Couseransom in tvoriti enotni departma, vendar je ta povezava razpadla ob debati okoli sedeža prefekture. Tako se je Couserans združil z grofijo Foix (departma Ariège), medtem ko je Comminges skupaj z večjo toulouško grofijo oblikoval departma Haute-Garonne. Istočasno je bila ukinjena tudi škofija Comminges; njeno ozemlje je pripadlo škofiji s sedežem v Toulousu.